# Morti nel 388
| Questa pagina contiene informazioni ricavate automaticamente dalle voci biografiche con l'ausilio del template Bio e di un bot. L'aggiornamento è periodico e automatico e ricostruisce completamente la pagina. Se manca una persona in questa lista, sei pregato di non aggiungerla, ma accertati piuttosto che la sua voce biografica contenga il template Bio e che i dati anagrafici siano correttamente compilati. Se il template Bio manca, inseriscilo tu stesso o, in alternativa, metti l'avviso {{tmp\|Bio}} che ne segnala la mancanza. Se i dati riportati sono sbagliati, correggi direttamente la voce biografica; le modifiche saranno visibili in questa lista entro pochi giorni. Per chiarimenti vedi il progetto biografie. La lista contiene solo le 11 persone che sono citate nell'enciclopedia e per le quali è stato implementato correttamente il template Bio. Pagina aggiornata al 10 feb 2025. |

- 14 marzo - Materno Cinegio, politico romano
- 28 agosto - Magno Massimo, generale e politico romano
- Adeodato, monaco cristiano romano (n. 372)
- Andragazio, generale romano
- Flavio Vittore, romano
- Giustina, imperatrice romana
- Merobaude, generale franco
- Paolino II di Antiochia, vescovo romano
- Sapore III, sovrano sasanide
- Ulfila, vescovo ariano, missionario e teologo romano (n. 311)
- Valeriano di Aquileia, arcivescovo romano